# Новокатериновка (Донецкая область)
Новокатери́новка (укр. Новокатеринівка) — село на Украине, находится в Старобешевском районе Донецкой области. Под контролем самопровозглашённой Донецкой Народной Республики.

## География
Село расположено в нижнем течении реки под названием Осиновая (укр. Осикова).

#### Соседние населённые пункты по странам света
СЗ: Старобешево
З: Береговое
ЮЗ: Подгорное, Ребриково, Петровское, город Комсомольское
Ю: Войково
С: Горбатенко, Чумаки
СВ: Осыково (выше по течению Осиновой)
В: Прохоровское, Шмидта
ЮВ: Ленинское

## Население
Население согласно переписи 2001 года составляло 667 человек.

## Общие сведения
Код КОАТУУ — 1424584601. Телефонный код — 6253.

## Адрес местного совета
87240, Донецкая область, Старобешевский р-н, с. Новокатериновка, ул.Ленина